# Lori Sandri
Lori Sandri (né le 29 janvier 1949 à Encantado - mort le 3 octobre 2014 à Curitiba) est un footballeur et entraîneur de football brésilien.

## Palmarès
- Vainqueur de la Coupe du Golfe des clubs champions en 1992 avec Al-Shabab
- Vainqueur du Campeonato Paranaense en 1983 avec l'Atlético Paranaense
- Vainqueur du Campeonato Gaúcho en 1998 avec la Juventude et en 2004 avec le SC Internacional